# Arrondissement di Apt
L'arrondissement di Apt è un arrondissement dipartimentale della Francia situato nel dipartimento della Vaucluse, nella regione della Provenza-Alpi-Costa Azzurra.

## Storia
Fu creato nel 1800, sulla base dei preesistenti distretti; tra il 1926 e il 1933 la sede della sottoprefettura fu spostata a Cavaillon.

## Composizione
L'arrondissement è composto da 56 comuni raggruppati in 6 cantoni:
- cantone di Apt
- cantone di Bonnieux
- cantone di Cadenet
- cantone di Cavaillon
- cantone di Gordes
- cantone di Pertuis

| Controllo di autorità | VIAF (EN) 6901149919447006650001 · LCCN (EN) no2017085452 |